# Charles F. Ramsey

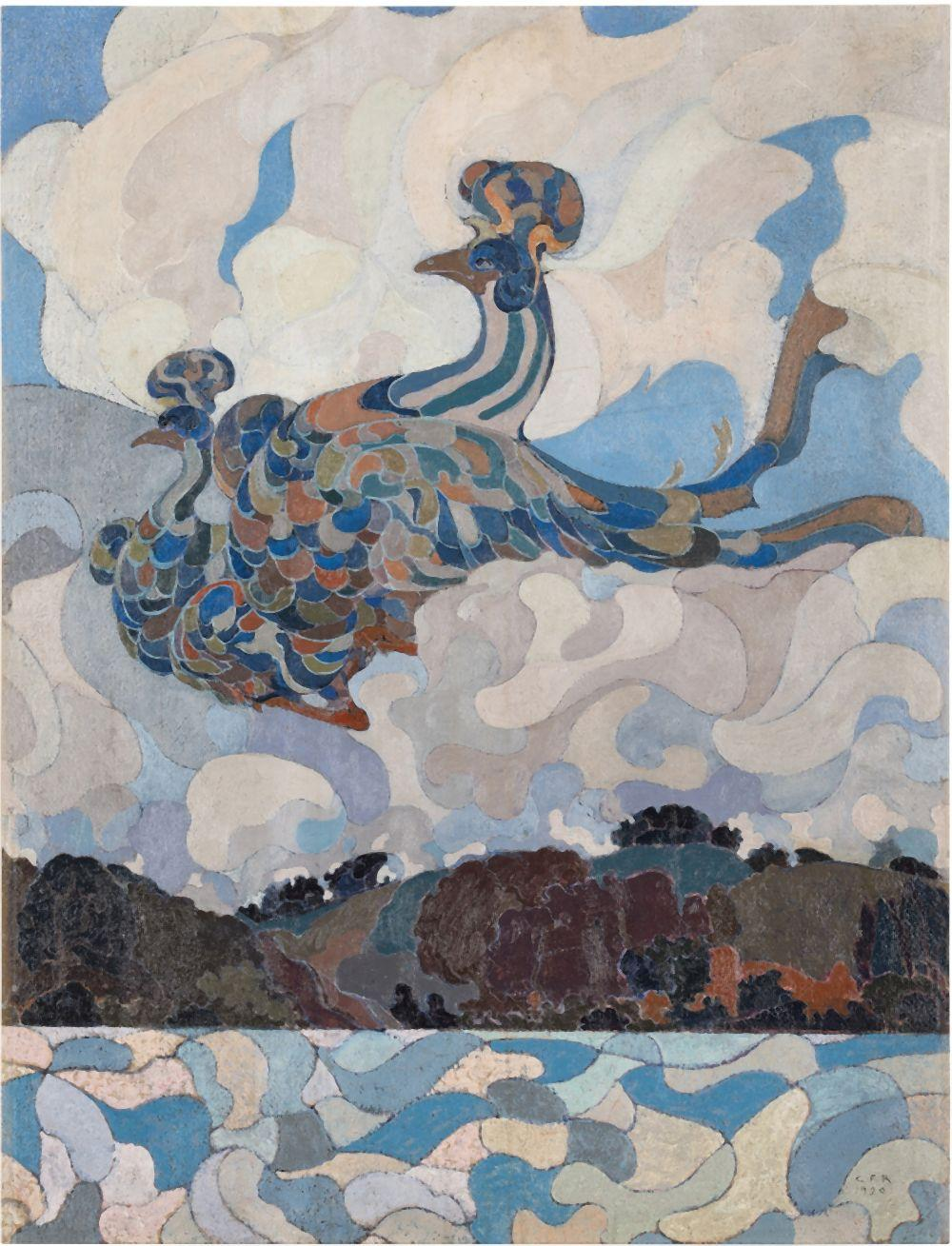
Charles Frederic Ramsey: Phoenix Bird on the River, 1920

Charles Frederic Ramsey (* 23. September 1875 in Pont-Aven, Bretagne, Frankreich; † 21. Mai 1951 in New Hope, Pennsylvania) war ein US-amerikanischer Maler, der für seine Beiträge zur modernen Kunst und seine Rolle in der Künstlerkolonie von New Hope bekannt ist.

## Leben
Charles Frederic Ramsey wurde als Sohn des Malers Milne Ramsey und Annie Ruff in Pont-Aven, Frankreich, geboren. Anfang der 1880er Jahre zog die Familie nach Philadelphia. Ramsey begann sein Kunststudium 1893 an der Pennsylvania Museum School of Industrial Art (heute University of the Arts) in Philadelphia. Später setzte er seine Ausbildung an der Pennsylvania Academy of the Fine Arts (PAFA) unter William Merritt Chase fort. 1896 ging er nach Paris, um an der Académie Julian bei Jean-Paul Laurens, Gabriel Ferrier und Jean-Joseph Benjamin-Constant zu studieren.
Nach seiner Rückkehr in die Vereinigten Staaten teilte Ramsey seine Zeit zwischen Philadelphia und New Hope auf. 1905 ließ er sich vorübergehend in New Hope nieder, wo er Haus und Atelier mit Robert Spencer teilte. 1917 ließ er sich endgültig in New Hope nieder. Dort engagierte er sich in der lokalen Kunstszene und gründete 1930 die Künstlergruppe The New Group, die später als The Independents bekannt wurde.
Charles Frederic Ramsey war verwandt mit Ethel Ramsey Davenport, einer Weberin und Redakteurin für Kunsthandwerk bei der New Hope Gazette. Sein Sohn Charles Frederic Ramsey Jr. wurde ein bekannter Musikwissenschaftler, Fotograf und Plattenproduzent.

## Werk

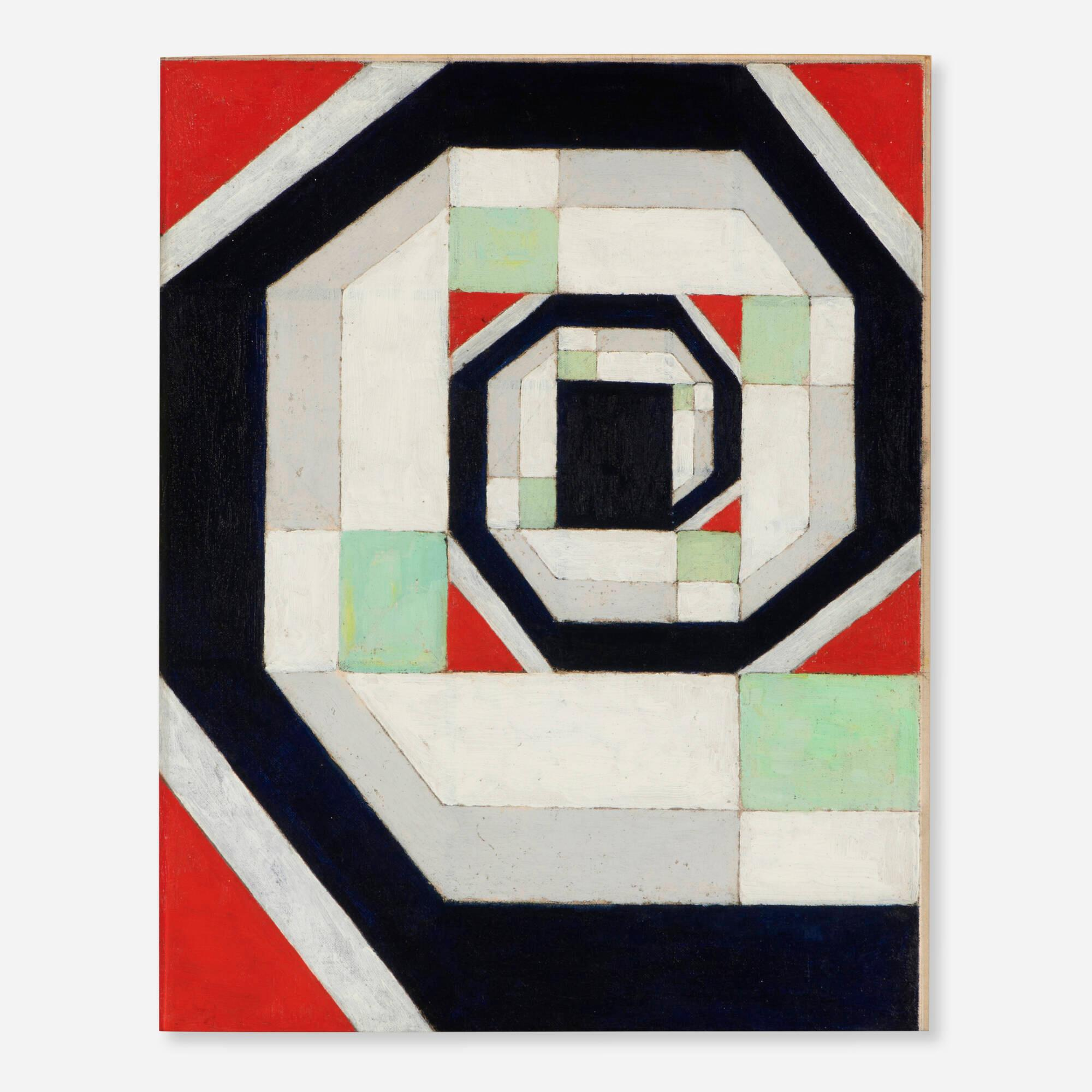
Charles Frederic Ramsey: The Black Spiral, ac. 1935

Charles Frederic Ramsey begann seine Karriere mit impressionistischen Landschaften und Porträts, entwickelte jedoch später einen modernen, abstrakten Stil. Er war einer der ersten Künstler in New Hope, der sich der Abstraktion zuwandte, und seine Werke wurden mit denen führender New Yorker Modernisten verglichen. Trotz seiner innovativen Ansätze blieb seine Arbeit außerhalb von New Hope weitgehend unbekannt. Seine Werke wurden in bedeutenden Institutionen ausgestellt, darunter die Pennsylvania Academy of the Fine Arts und die National Academy of Design. 1915 nahm er an der Panama-Pacific International Exposition in San Francisco teil.